# Moritz Thape

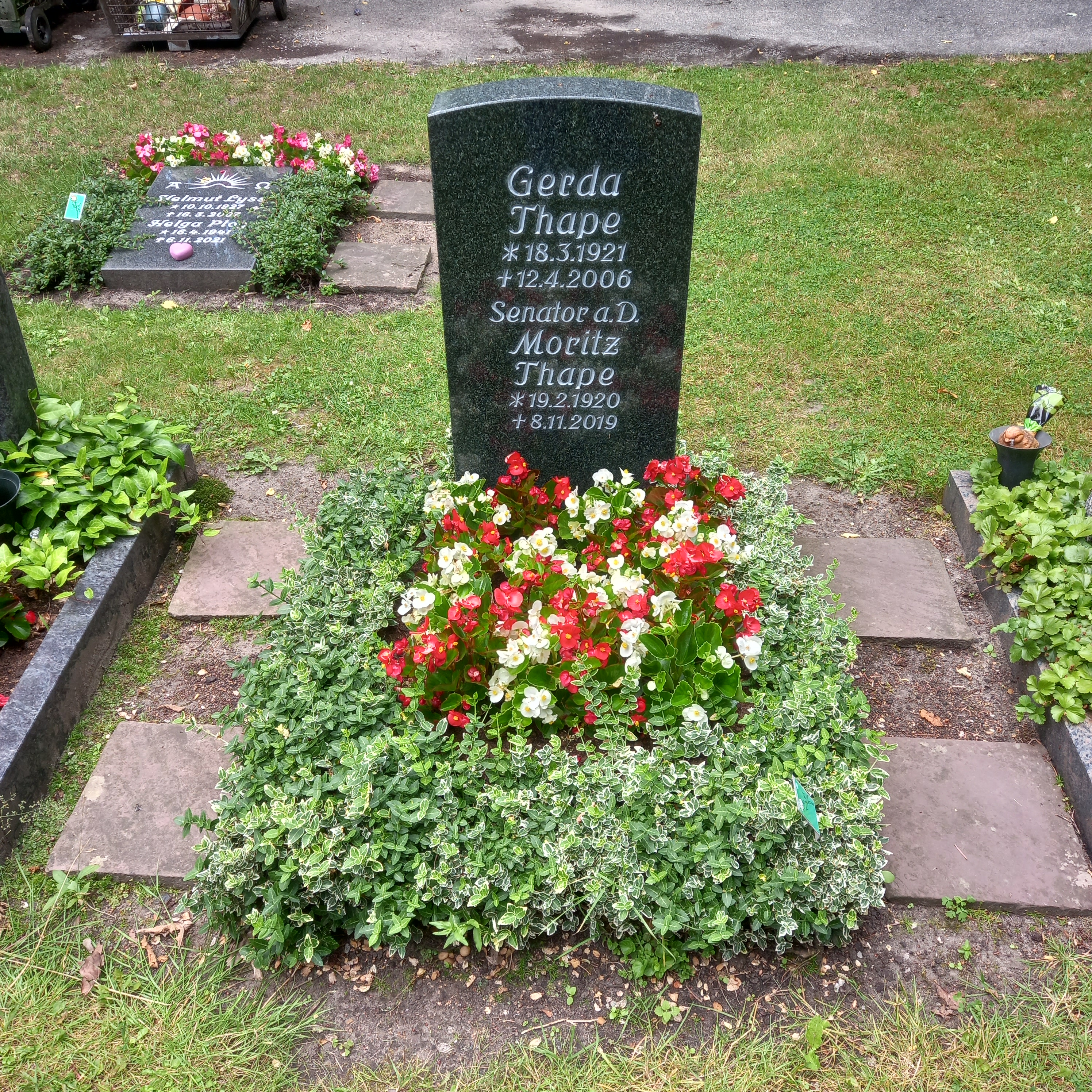
Das Grab von Moritz Thape und seiner Ehefrau Gerda auf dem Friedhof Huchting in Bremen

Moritz Thape (* 19. Februar 1920 in Zürich; † 8. November 2019 in Bremen) war ein deutscher Journalist und Politiker (SPD). Er war Mitglied der Bremischen Bürgerschaft, Senator und Bürgermeister der Freien Hansestadt Bremen.

## Biografie

### Familie, Ausbildung und Beruf
Thape wuchs in einem sozialdemokratisch geprägten Elternhaus auf. Sein Vater war der Politiker Ernst Thape (SPD), der wegen seiner politischen Äußerungen im Ersten Weltkrieg in die Schweiz emigrieren musste, danach in Magdeburg wirkte und von 1939 bis 1945 im KZ Buchenwald inhaftiert war.  
Thape besuchte in Magdeburg die Volks- und Oberschule. Er absolvierte eine Ausbildung als Maschinenschlosser und besuchte eine Staatliche Ingenieurschule, die er 1940, nach regimekritischen Äußerungen, Verhaftung durch die Gestapo und Studiumsverbot, verlassen musste. Er war wehrdienstleistender Soldat im Zweiten Weltkrieg und wurde 1944 schwer verwundet. 
Nach dem Krieg war er ab 1945 politischer Redakteur beim Volksblatt Halle in Halle an der Saale und ab 1946 Landesredakteur beim Neuen Deutschland in Berlin. 
1948 wurde er Redakteur der Westfälischen Rundschau. Danach arbeitete er in verschiedenen Städten als Zeitungsredakteur. Von 1955 bis 1965 war er Redakteur und Chefredakteur beim Parteiblatt der SPD in Bremen, der Bremer Bürger-Zeitung.
Moritz Thape war verheiratet mit Gerda Thape, geborene Meinecke, und hatte einen Sohn. Er lebte in Bremen-Huchting.

### Politik
Bereits im Juli 1945 trat Thape in die SPD ein. Wegen der Zwangsvereinigung der SPD mit der KPD zur SED in der sowjetischen Besatzungszone siedelte er und sein Vater 1948 in die westlichen Besatzungszonen über. Thape war Mitglied im SPD-Ortsverein Huchting-Grolland.
Thape wurde 1959 für die SPD in die Bremische Bürgerschaft gewählt.
Am 20. Juli 1965 wurde er als Nachfolger von Senator Willy Dehnkamp (SPD) im Senat von Dehnkamp Senator für das Bildungswesen. Im Senat von Hans Koschnick (SPD) erweiterte sich sein Aufgabenbereich und er wurde 1971 Senator für Bildung, Wissenschaft und Kunst. In seine Zuständigkeit fielen unter anderem die Gründung der Universität Bremen, die Einführung und Stärkung der Gesamtschulen „als Schule für alle Kinder“, die Einführung der schulischen Orientierungsstufe und der Bau des Deutschen Schifffahrtsmuseum. 
Von 1965 bis 1980 war er zudem stellvertretender Vorsitzender des Rundfunkrats von Radio Bremen. In seiner Amtszeit als Kultursenator  gab es auch die Auseinandersetzung mit dem Intendanten des Bremer Theaters Kurt Hübner, dem Begründer des Bremer Stils modernen Theaters. Sinkende Zuschauerzahlen und die Differenzen zwischen Politik und Theater hinsichtlich der finanziellen Ausstattung und des Programms führten dazu, dass durch Thape 1971 ohne demokratische Legitimation Hübners Vertragsverlängerung mehrfach in Frage gestellt wurde, bis Hübner nach der Spielzeit 1972/1973 aus seinem Amt ausschied. 1979 folgten Thape als Bildungssenator Horst von Hassel (SPD) und als Wissenschaftssenator Horst Werner Franke (SPD). 
Am 7. November 1979 wurde Thape Stellvertretender Präsident des Senats und Bremer Bürgermeister sowie Finanzsenator im Senat von Koschnick. Zusammen mit Koschnick beendete er am 17. September 1985 seine zwanzigjährige Tätigkeit in der bremischen Regierung. Als Finanzsenator folgte ihm Claus Grobecker (SPD) und als Bürgermeister Henning Scherf (SPD). Thape war dann wieder Mitglied der Bremischen Bürgerschaft bis 1987.
Von 1962 bis zu seinem Rücktritt 1972 war Thape auch Bremer SPD-Landesvorsitzender. In diese Zeit fiel der sich verschärfende Konflikt mit dem politisch mächtigen SPD-Fraktionsvorsitzenden und bremischen DGB-Chef Richard Boljahn, der schließlich – nicht nur wegen der Baulandaffäre – 1969 zurücktreten musste.

## Ehrungen
- 2011: Ehrenbürger der Universität Bremen